# Langstone (Hampshire)
Langstone – wieś w Anglii, w hrabstwie Hampshire. Leży 38 km na południowy wschód od miasta Winchester i 96 km na południowy zachód od Londynu.